# Pygmodeon mutabile
Pygmodeon mutabile är en skalbaggsart som först beskrevs av Julius Melzer 1935.  Pygmodeon mutabile ingår i släktet Pygmodeon och familjen långhorningar.
Artens utbredningsområde är:
- Costa Rica.
- El Salvador.

Inga underarter finns listade i Catalogue of Life.